# Куинн, Эбби
Эбби Куинн (англ. Abby Quinn) — американская актриса. Она получила степень бакалавра в Университете Карнеги — Меллона в Питтсбурге.

## Карьера
Первую крупную роль Куинн сыграла в комедийном фильме 2017 года «Телефонная линия» в роли Али Якобс. Её привлек изображённый в фильме развод, поскольку он отличался от её собственного опыта. Фильм был хорошо принят критиками, Энн Хорнадей из Washington Post написала: «Слейт и Куинн абсолютно правдоподобны в роли сестер, занимающих пространство между близнецовой близостью и отчуждением».
В 2018 году Куинн снялась в фильме «Радиевые девушки» в роли Жозефины Кавалло вместе с Джоуи Кингом. Мировая премьера фильма состоялась на кинофестивале Tribeca в 2018 году. В октябре того же года она сыграла Кристи Эспозито в финале 4 сезона сериала "Лучше звоните Солу" в эпизоде "Победитель" и получила роль Энни Моффат в экранизации «Маленьких женщин» 2019 года.
В 2019 году Куинн снялась в роли Мэйбл Бухман в ситкоме «Без ума от тебя»  вместе с Хелен Хант и Полом Райзером.
В июле 2022 года Куинн присоединился к актерскому составу комедийного фильма ужасов «Ад лета» вместе с Д’Фарао Ун-А-Таем, Пардисом Сереми, Финном Вулфардом, Билли Брайком и Фредом Хехингером под руководством Вулфарда и Брайка.
В 2023 году Куинн сыграла Сабрину, одну из четырёх злоумышленниц в фильме ужасов М. Найта Шьямалана «Стук в хижине». Фильм был хорошо принят критиками и собрал 54,8 миллиона долларов по всему миру при бюджете в 20 миллионов.

## Фильмография
Кино
| Год  | Название                 | Роль                | Примечания       |
| ---- | ------------------------ | ------------------- | ---------------- |
| 2014 | The Sisterhood of Night  | Таня                |                  |
| 2016 | Путешествие — это цель   | Марте               |                  |
| 2017 | Телефонная линия         | Али Якобс           |                  |
| 2018 | Good Girls Get High      | Сэм                 |                  |
| 2018 | Радиевые девушки         | Джозефина           |                  |
| 2018 | Бамблби                  | Boardwalk Patron    | Вырезанная сцена |
| 2019 | После свадьбы            | Грей Карлсон        |                  |
| 2019 | Маленькие женщины        | Энни Моффат         |                  |
| 2020 | Вписка                   | Джорджия            |                  |
| 2020 | Думаю, как всё закончить | девушка-мороженщица |                  |
| 2022 | Сердца в клочья          | Сабрина             |                  |
| 2023 | Стук в дверь             | Сабрина             |                  |

Телевидение
| Год  | Название                            | Роль            | Примечания                           |
| ---- | ----------------------------------- | --------------- | ------------------------------------ |
| 2012 | Закон и порядок: Специальный корпус | Ханна Вебстер   | Эпизод: «Vanity’s Bonfire»           |
| 2017 | Чёрное зеркало                      | Мерил           | Эпизод: «Аркангел»                   |
| 2018 | Лучше звоните Солу                  | Кристи Эспозито | Эпизод: «Победитель»                 |
| 2019 | Без ума от тебя                     | Мэйбл Бухман    | Основной состав (Сезон 8) 6 эпизодов |